# Wielka trwoga: Polska 1944–1947: ludowa reakcja na kryzys
Wielka trwoga: Polska 1944–1947: ludowa reakcja na kryzys – książka autorstwa Marcina Zaremby wydana w 2012 roku nakładem Społecznego Instytutu Wydawniczego „Znak” i Instytutu Studiów Politycznych Polskiej Akademii Nauk. 
Książka jest historią pierwszych lat po II wojnie światowej. Autor pokazuje rozbite społeczeństwo polskie, ludzi którzy popełniali często wstrząsające zbrodnie.

## Recenzje
- Anna Dziewit-Meller, „Tygodnik Powszechny” 2012, nr 38, dodatek „Książki w Tygodniku”, s. 6.
- Andrzej Gaca, Zbigniew Naworski, Historia bezprawia: uwagi historyka prawa na temat pracy Marcina Zaręby „Wielka trwoga: Polska 1944–1947: ludowa reakcja na kryzys”, „Studia Iuridica Toruniensia” 14 (2014), s. 417-429.
- Piotr Gontarczyk, Mord rytualny na Monte Cassino, „Uważam Rze” 2012, nr 48, s. 68-71.
- Krzysztof Gorlach, Martyna Wierzba-Kubat, Historia społeczna i socjologia historyczna: rezultaty pewnego spotkania, „Studia Socjologiczne” 2015, nr 1, s. 261-293.
- Dariusz Jarosz, Nie taki wielki strach jak go malują: Polska lat 1944–1947 według Marcina Zaremby, „Przegląd Historyczny” 104 (2013), z. 4, s. 861-873.
- Jerzy Jedlicki, Strachy polskie, „Polityka” 2012, nr 35, s. 54-55.
- Arkadiusz Kalin, Odzyskiwanie Ziem Odzyskanych – cdn.?, „Czas Kultury” 32 (2016), nr 2, s. 159-168.
- Marek Kornat, Polska w trwodze, „Nowe Książki” 2012, nr 8, s. 10-11.
- Krzysztof Kosiński, „Dzieje Najnowsze” 45 (2013), nr 1, s. 273-282.
- Grzegorz Krzywiec, O konsekwencjach II wojny światowej i zagłady Żydów dla stosunków polsko-żydowskich: nowe ujęcia, „Studia Judaica. Biuletyn Polskiego Towarzystwa Studiów Żydowskich” 16 (2013),nr 2, s. 187-203.
- Marcin Kula, Pierwsze lata wolności, „Kultura i Społeczeństwo” 56 (2012), nr 3, s. 171-176.
- Marcin Łukasz Makowski, Trwoga i jej kontekst: zaraz po wojnie, „Tygodnik Powszechny” 2012, nr 39, s. 32.
- Piotr Paziński, Stan zawieszenia, „Tygodnik Powszechny” 2012, nr 38, dodatek „Książki w Tygodniku”, s. 7.
- Piotr Skwieciński, Krwawa jatka i tramwaj, „Rzeczpospolita” 2012, nr 157, s. P18-P19.
- Andrzej Szczypka, „Studia Historyczne” 57 (2014), z. 1, s. 135-137.
- Jowita Wiśniewska, Społeczne wymiary kryzysu w powojennej Polsce, „Przegląd Humanistyczny” 57 (2013), nr 6, s. 132-136.
- Anna Wylegała, Ludzie zbędni i luźni, „Więź” 55 (2012), nr 10, s. 141-144.
- Janusz Żarnowski, „Roczniki Dziejów Społecznych i Gospodarczych” 73 (2013), s. 275-297; polemika: Marcin Zaremba, W odpowiedzi Januszowi Żarnowskiemu, „Roczniki Dziejów Społecznych i Gospodarczych” 73 (2013), s. 298-301.